# Dicymbe yutajensis
Dicymbe yutajensis är en ärtväxtart som beskrevs av John Macqueen Cowan. Dicymbe yutajensis ingår i släktet Dicymbe och familjen ärtväxter. Inga underarter finns listade i Catalogue of Life.